# Резолюции Совета Безопасности ООН 1401—1500
Это список резолюций Совета Безопасности ООН с 1401 по 1500, принятых в период с 28 марта 2002 г. по 14 августа 2003 г.
| Резолюция | Дата             | Голосование                                       | Вопрос |
| --------- | ---------------- | ------------------------------------------------- | --- |
| 1401      | 28 марта 2002    | 15–0–0                                            | Учреждает Миссию ООН по содействию Афганистану                                                                    |
| 1402      | 30 марта 2002    | 14–0–0 (Сирия не участвовала)                     | Призывает к прекращению огня между Израилем и палестинцами во время операции «Защитная стена»                     |
| 1403      | 4 апреля 2002    | 15–0–0                                            | Требует выполнения Резолюции 1402                                                                                 |
| 1404      | 18 апреля 2002   | 15–0–0                                            | Продлевает механизм мониторинга санкций против УНИТА в Анголе                                                     |
| 1405      | 19 апреля 2002   | 15–0–0                                            | Призывает к доступу гуманитарных организаций к палестинскому гражданскому населению                               |
| 1406      | 30 апреля 2002   | 15–0–0                                            | Продлевает мандат Миссии ООН по проведению референдума в Западной Сахаре                                          |
| 1407      | 3 мая 2002       | 15–0–0                                            | Создана группа экспертов для расследования нарушений эмбарго на поставки оружия в Сомали                          |
| 1408      | 6 мая 2002       | 15–0–0                                            | Продлевает санкции против Либерии                                                                                 |
| 1409      | 14 мая 2002      | 15–0–0                                            | Принимает пересмотренные санкции против Ирака; расширяет программу «Нефть в обмен на продовольствие»              |
| 1410      | 17 мая 2002      | 15–0–0                                            | Учреждает Миссию ООН по поддержке Восточного Тимора                                                               |
| 1411      | 17 мая 2002      | 15–0–0                                            | Судьи с двойным гражданством в Международных трибуналах по Руанде и бывшей Югославии                              |
| 1412      | 17 мая 2002      | 15–0–0                                            | Приостанавливает действие ограничений на поездки официальных лиц УНИТА в Анголе                                   |
| 1413      | 23 мая 2002      | 15–0–0                                            | Продлевает полномочия Международных сил содействия безопасности в Афганистане                                     |
| 1414      | 23 мая 2002      | Принята без голосования                           | Приём Восточного Тимора в ООН                                                                                     |
| 1415      | 30 мая 2002      | 15–0–0                                            | Продлевает мандат Сил ООН по наблюдению за разъединением                                                          |
| 1416      | 13 июня 2002     | 15–0–0                                            | Продлён мандат Вооружённых сил ООН по поддержанию мира на Кипре                                                   |
| 1417      | 14 июня 2002     | 15–0–0                                            | Продлевает мандат Миссии ООН в Демократической Республике Конго                                                   |
| 1418      | 21 июня 2002     | 15–0–0                                            | Продлевает мандат Миссии ООН в Боснии и Герцеговине                                                               |
| 1419      | 26 июня 2002     | 15–0–0                                            | Призывает к сотрудничеству с Переходной администрацией Афганистана                                                |
| 1420      | 30 июня 2002     | 15–0–0                                            | Продлевает мандат Миссии ООН в Боснии и Герцеговине                                                               |
| 1421      | 3 июля 2002      | 15–0–0                                            | Продлевает мандат Миссии ООН в Боснии и Герцеговине                                                               |
| 1422      | 12 июля 2002     | 15–0–0                                            | Предоставляет миротворческому персоналу ООН иммунитет от судебного преследования                                  |
| 1423      | 12 июля 2002     | 15–0–0                                            | Продлевает мандат Миссии ООН в Боснии и Герцеговине                                                               |
| 1424      | 12 июля 2002     | 15–0–0                                            | Продлевает мандат Миссии наблюдателей ООН на Превлакском полуострове                                              |
| 1425      | 22 июля 2002     | 15–0–0                                            | Создана экспертная группа для усиления и полного соблюдения эмбарго на поставки оружия в Сомали                   |
| 1426      | 24 июля 2002     | Принята без голосования                           | Приём Швейцарии в ООН                                                                                             |
| 1427      | 29 июля 2002     | 15–0–0                                            | Продлён мандат Миссии ООН по наблюдению в Грузии                                                                  |
| 1428      | 30 июля 2002     | 15–0–0                                            | Продлён мандат Временных сил ООН в Ливане                                                                         |
| 1429      | 30 июля 2002     | 15–0–0                                            | Продлевает мандат Миссии ООН по проведению референдума в Западной Сахаре                                          |
| 1430      | 14 августа 2002  | 15–0–0                                            | Корректирует мандат Миссии ООН в Эфиопии и Эритрее                                                                |
| 1431      | 14 августа 2002  | 15–0–0                                            | Создаёт пул судей ad litem Международного трибунала по Руанде                                                     |
| 1432      | 15 августа 2002  | 15–0–0                                            | Продлевает приостановку действия санкций против УНИТА в Анголе                                                    |
| 1433      | 15 августа 2002  | 15–0–0                                            | Учреждает Миссию ООН в Анголе                                                                                     |
| 1434      | 6 сентября 2002  | 15–0–0                                            | Продлевает мандат Миссии ООН в Эфиопии и Эритрее                                                                  |
| 1435      | 24 сентября 2002 | 14–0–1 (воздержались: США)                        | Требует прекращения израильских мер в Рамаллахе и вывода войск                                                    |
| 1436      | 24 сентября 2002 | 15–0–0                                            | Продлевает мандат Миссии ООН в Сьерра-Леоне                                                                       |
| 1437      | 11 октября 2002  | 15–0–0                                            | Продлевает мандат Миссии наблюдателей ООН на Превлакском полуострове в последний раз                              |
| 1438      | 14 октября 2002  | 15–0–0                                            | Осуждает теракты на Бали (Индонезия)                                                                              |
| 1439      | 18 октября 2002  | 15–0–0                                            | Расширяет механизм наблюдения за санкциями против УНИТА в Анголе; снимает запрет на поездки                       |
| 1440      | 24 октября 2002  | 15–0–0                                            | Осуждает захват заложников в театральном центре на Дубровке                                                       |
| 1441      | 8 ноября 2002    | 15–0–0                                            | Дает Ираку последний шанс разоружиться                                                                            |
| 1442      | 25 ноября 2002   | 15–0–0                                            | Продлён мандат Вооружённых сил ООН по поддержанию мира на Кипре                                                   |
| 1443      | 25 ноября 2002   | 15–0–0                                            | Продлевает иракскую программу «Нефть в обмен на продовольствие»                                                   |
| 1444      | 27 ноября 2002   | 15–0–0                                            | Продлевает полномочия Международных сил содействия безопасности в Афганистане                                     |
| 1445      | 4 декабря 2002   | 15–0–0                                            | Расширение Миссии ООН в Демократической Республике Конго                                                          |
| 1446      | 4 декабря 2002   | 15–0–0                                            | Продлевает санкции против импорта незаконных алмазов из Сьерра-Леоне                                              |
| 1447      | 4 декабря 2002   | 15–0–0                                            | Продлевает иракскую программу «Нефть в обмен на продовольствие»                                                   |
| 1448      | 9 декабря 2002   | 15–0–0                                            | Отменяет санкции против УНИТА в Анголе                                                                            |
| 1449      | 13 декабря 2002  | 15–0–0                                            | Выдвижение кандидатов в судьи Международного трибунала по Руанде                                                  |
| 1450      | 13 декабря 2002  | 14–1–0 (против: Сирия)                            | Осуждает нападения на израильские цели в Момбасе (Кения)                                                          |
| 1451      | 17 декабря 2002  | 15–0–0                                            | Продлевает мандат Сил ООН по наблюдению за разъединением                                                          |
| 1452      | 20 декабря 2002  | 15–0–0                                            | Корректирует положения санкций против Талибана и Аль-Каиды                                                        |
| 1453      | 24 декабря 2002  | 15–0–0                                            | Одобряет Кабульскую декларацию о добрососедских отношениях в Афганистане                                          |
| 1454      | 30 декабря 2002  | 13–0–2 (воздержались: Россия, Сирия)              | Корректирует список запрещённых товаров и процедур иракской программы «Нефть в обмен на продовольствие»           |
| 1455      | 17 января 2003   | 15–0–0                                            | Улучшает реализацию мер против Талибана и Аль-Каиды                                                               |
| 1456      | 20 января 2003   | 15–0–0                                            | Призывает к срочным действиям по пресечению и предотвращению поддержки терроризма                                 |
| 1457      | 24 января 2003   | 15–0–0                                            | осуждает незаконную эксплуатацию природных ресурсов в Демократической Республике Конго; комиссия по расследованию |
| 1458      | 28 января 2003   | 15–0–0                                            | Восстанавливает группу контроля за соблюдением санкций против Либерии                                             |
| 1459      | 28 января 2003   | 15–0–0                                            | Выражает поддержку Процессу Кимберли                                                                              |
| 1460      | 30 января 2003   | 15–0–0                                            | Дети в вооружённом конфликте                                                                                      |
| 1461      | 30 января 2003   | 15–0–0                                            | Продлён мандат Временных сил ООН в Ливане                                                                         |
| 1462      | 30 января 2003   | 15–0–0                                            | Продлён мандат Миссии ООН по наблюдению в Грузии                                                                  |
| 1463      | 30 января 2003   | 15–0–0                                            | Продлевает мандат Миссии ООН по проведению референдума в Западной Сахаре                                          |
| 1464      | 4 февраля 2003   | 15–0–0                                            | Призывает к выполнению мирного соглашения в Кот-д'Ивуаре во время гражданской войны                               |
| 1465      | 13 февраля 2003  | 15–0–0                                            | Осуждает взрыв в Боготе                                                                                           |
| 1466      | 14 марта 2003    | 15–0–0                                            | Продлевает мандат Миссии ООН в Эфиопии и Эритрее                                                                  |
| 1467      | 18 марта 2003    | 15–0–0                                            | Призывает к укреплению сотрудничества в борьбе с незаконным оборотом оружия и наёмниками в Западной Африке        |
| 1468      | 20 марта 2003    | 15–0–0                                            | Приветствует соглашение о создании переходного правительства в Демократической Республике Конго                   |
| 1469      | 25 марта 2003    | 15–0–0                                            | Продлевает мандат Миссии ООН по проведению референдума в Западной Сахаре                                          |
| 1470      | 28 марта 2003    | 15–0–0                                            | Продлевает мандат Миссии ООН в Сьерра-Леоне                                                                       |
| 1471      | 28 марта 2003    | 15–0–0                                            | Продлён мандат Миссии ООН по содействию Афганистану                                                               |
| 1472      | 28 марта 2003    | 15–0–0                                            | Корректировки иракской программы «Нефть в обмен на продовольствие»                                                |
| 1473      | 4 апреля 2003    | 15–0–0                                            | Сокращение полицейского и военного компонентов Миссии ООН по поддержке Восточного Тимора                          |
| 1474      | 8 апреля 2003    | 15–0–0                                            | Восстанавливает комиссию по расследованию нарушений эмбарго на поставки оружия в Сомали                           |
| 1475      | 14 апреля 2003   | 15–0–0                                            | Сожалеет о том, что не удалось достичь урегулирования кипрского спора                                             |
| 1476      | 24 апреля 2003   | 15–0–0                                            | Продлевает иракскую программу «Нефть в обмен на продовольствие»                                                   |
| 1477      | 29 апреля 2003   | 15–0–0                                            | Выдвижение кандидатов на должности судей ad litem в Международный трибунал по Руанде                              |
| 1478      | 6 мая 2003       | 15–0–0                                            | Продлевает санкции против Либерии; запрет на импорт либерийской древесины                                         |
| 1479      | 13 мая 2003      | 15–0–0                                            | Учреждение Миссии ООН в Кот-д'Ивуаре                                                                              |
| 1480      | 19 мая 2003      | 15–0–0                                            | Продлевает мандат Миссии ООН по поддержке Восточного Тимора                                                       |
| 1481      | 19 мая 2003      | 15–0–0                                            | Даёт больше полномочий временным судьям Международного трибунала по бывшей Югославии                              |
| 1482      | 19 мая 2003      | 15–0–0                                            | Продлевает срок полномочий судей Международного трибунала по Руанде                                               |
| 1483      | 22 мая 2003      | 14–0–0 (Сирия не участвовала)                     | Отменяет санкции против Ирака; расширяет программу «Нефть в обмен на продовольствие»                              |
| 1484      | 30 мая 2003      | 15–0–0                                            | Санкционирует операцию «Артемида» в Буниа (Демократическая Республика Конго)                                      |
| 1485      | 30 мая 2003      | 15–0–0                                            | Продлевает мандат Миссии ООН по проведению референдума в Западной Сахаре                                          |
| 1486      | 11 июня 2003     | 15–0–0                                            | Продлён мандат Вооружённых сил ООН по поддержанию мира на Кипре                                                   |
| 1487      | 12 июня 2003     | 12–0–3 (воздержались: Германия, Сирия, Франция)   | Освобождает миротворцев ООН от Международного уголовного суда                                                     |
| 1488      | 26 июня 2003     | 15–0–0                                            | Продлевает мандат Сил ООН по наблюдению за разъединением                                                          |
| 1489      | 26 июня 2003     | 15–0–0                                            | Продлевает мандат Миссии ООН в Демократической Республике Конго                                                   |
| 1490      | 3 июля 2003      | 15–0–0                                            | Продлевает мандат Ирако-кувейтской миссии ООН по наблюдению                                                       |
| 1491      | 11 июля 2003     | 15–0–0                                            | Продлевает мандат Сил по стабилизации в Боснии и Герцеговине                                                      |
| 1492      | 18 июля 2003     | 15–0–0                                            | Сокращение Миссии ООН в Сьерра-Леоне                                                                              |
| 1493      | 28 июля 2003     | 15–0–0                                            | Продлевает мандат Миссии ООН в Демократической Республике Конго                                                   |
| 1494      | 30 июля 2003     | 15–0–0                                            | Продлён мандат Миссии ООН по наблюдению в Грузии                                                                  |
| 1495      | 31 июля 2003     | 15–0–0                                            | Продлевает мандат Миссии ООН по проведению референдума в Западной Сахаре                                          |
| 1496      | 31 июля 2003     | 15–0–0                                            | Продлён мандат Временных сил ООН в Ливане                                                                         |
| 1497      | 1 августа 2003   | 12–0–3 (воздержались: Германия, Мексика, Франция) | Создаёт многонациональные силы в Либерии во время Второй гражданской войны в Либерии                              |
| 1498      | 4 августа 2003   | 15–0–0                                            | Продлевает разрешение для французских и западноафриканских сил, действующих в Кот-д'Ивуаре                        |
| 1499      | 13 августа 2003  | 15–0–0                                            | Расширение группы экспертов по мониторингу эксплуатации природных ресурсов в Демократической Республике Конго     |
| 1500      | 14 августа 2003  | 14–0–1 (воздержалась: Сирия)                      | Учреждает Миссию ООН по содействию Ираку                                                                          |